# Hamtramck
Hamtramck [hæmˈtɹæmɪk] ist eine Stadt in Wayne County im Südosten des US-amerikanischen Bundesstaates Michigan und Bestandteil der Metro Detroit genannten Metropolregion um Detroit. Das U.S. Census Bureau hat bei der Volkszählung 2020 eine Einwohnerzahl von 28.433 ermittelt.
Hamtramck wird mit Ausnahme eines kleinen Teils der westlichen Grenze von der Stadt Detroit umgeben. Ein Teil der Stadtgrenze verläuft entlang der Stadt Highland Park. Hamtramck wurde nach dem französisch-kanadischen Soldaten Jean François Hamtramck benannt, dem ersten amerikanischen Kommandanten von Fort Shelby, der Festung in Detroit, für die das ursprüngliche Fort Detroit aufgegeben wurde.
Hamtramck wurde ursprünglich von deutschen Bauern besiedelt. Nach der Eröffnung der Dodge-Brothers-Fabrik im Jahr 1914 zogen viele polnische Einwanderer in die Gegend. Laut der Volkszählung von 2000 betrug der Anteil der im Ausland geborenen Bevölkerung 41,1 %. 2013 wurde Hamtramck die erste Gemeinde der USA, in denen Muslime die Mehrheit der Bevölkerung stellen. Die muslimischen Bewohner, vorwiegend aus dem Jemen, Bangladesch, Pakistan und Bosnien-Herzegowina, stellen seit 2013 die Mehrheit der Bewohner von Hamtramck und sind ein wichtiger Grund für die Revitalisierung der Stadt. Nach den Kommunalwahlen im November 2015 waren vier der sechs Mitglieder des City Council Muslime, was in der Gemeinde für Auseinandersetzungen sorgte und der Stadt landesweite Aufmerksamkeit einbrachte. Seit der letzten Wahl im 2019 ist der City Council gar rein muslimisch. Der ebenfalls rein männliche City Council verbot bei einer Abstimmung im Juni 2023 das Zeigen der Pride-Flagge (Regenbogenflagge als Symbol der Lesben- und Schwulenbewegung) auf öffentlichem Gelände der Gemeinde. Zuvor wurde bereits muslimischen Haushalten das Opfern von Tieren (Schächten) erlaubt.

## Geographie

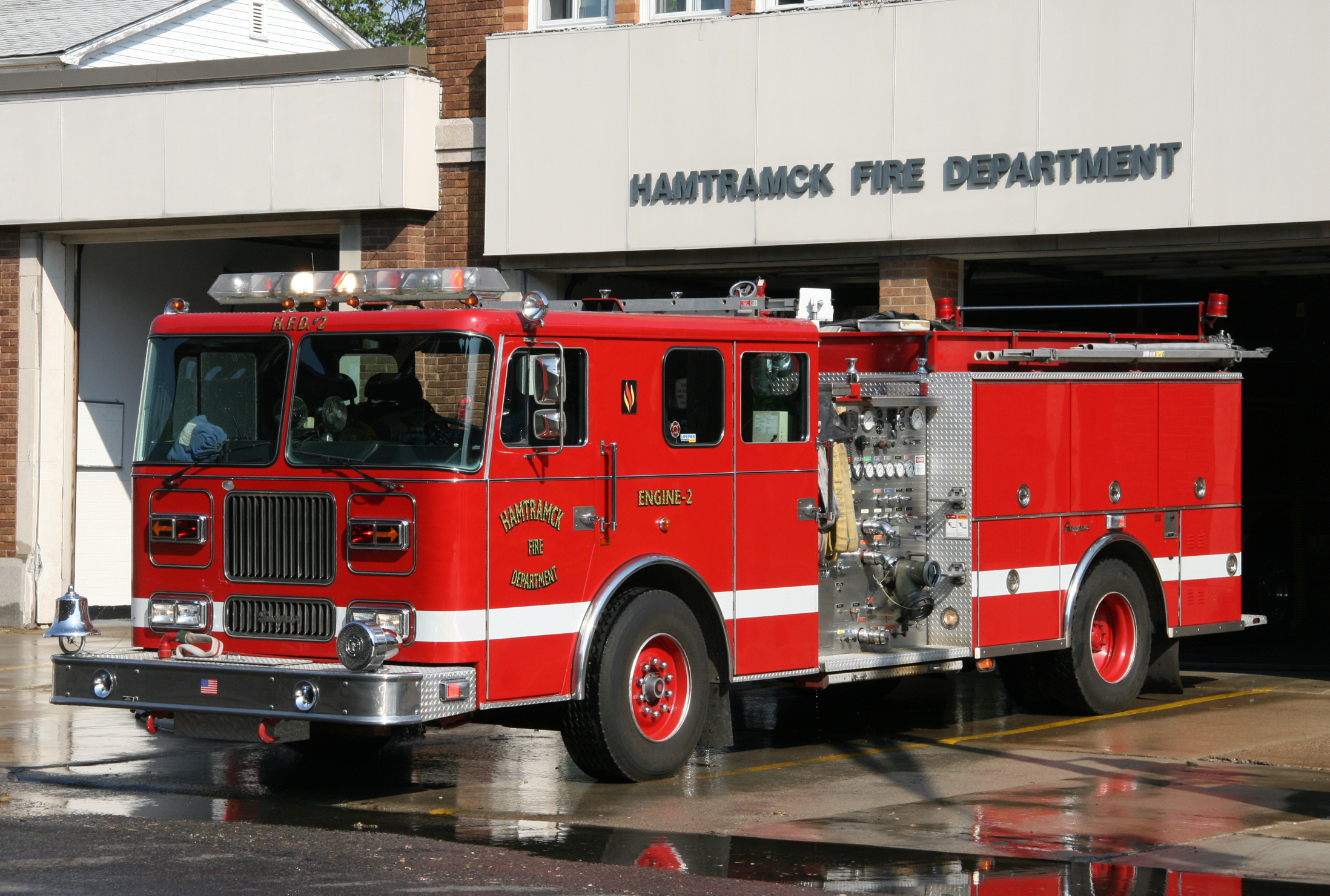
Feuerwehr in Hamtramck

Laut United States Census Bureau hat die Stadt eine Landfläche von 5,46 km². Hamtramck wird von allen Seiten von Detroit umgeben, bis auf eine kleine gemeinsame Grenze mit der Stadt Highland Park, die wiederum von Detroit umgeben ist. Hamtramck liegt etwa acht Kilometer vom Zentrum von Detroit entfernt. Die Interstate 75 läuft entlang der Westgrenze, die Interstate 94 verläuft in der Nähe der südlichen Stadtgrenze.

## Kultur
Hamtramck blühte zwischen 1910 und 1920 auf, als Tausende von europäischen Einwanderern, vor allem polnische, durch die wachsende Automobilindustrie angezogen wurden. Die Stadt trägt noch viele Erinnerungen an die polnische Abstammung in Familiennamen, Straßennamen und Unternehmen. Einer aktuellen Umfrage zufolge werden 26 Muttersprachen von Schülern in Hamtramck gesprochen. Das Motto der Stadt war: „A league of nations“ (Ein Bund von Nationen).
Zum Zeitpunkt der Volkszählung im Jahr 2000 erlebte Hamtramck ein beachtliches Wachstum. Es wurden fast 23.000 Einwohner in mehr als 8.000 Haushalten gezählt. Im Jahr 1997 nannte der Utne Reader Hamtramck die Stadt eines der „15 angesagtesten Viertel in den USA und Kanada“ zum Teil für seine Punk- und Alternative-Szene, buddhistischen Tempel, kulturelle Vielfalt und die lockeren Arbeiter-Wohngegenden. Im Mai 2003 wählte Maxim Blender Hamtramck als zweite „Most Rock N 'Roll City“ in den USA, hinter Williamsburg (Brooklyn). Hamtramck ist die Heimat einiger der bedeutendsten Musikveranstaltungen Michigans.

## Wirtschaft – GM-Werk Detroit/Hamtramck Assembly
Das General-Motors-Werk Detroit/Hamtramck Assembly ist im Grenzbereich der beiden Kommunen angesiedelt. Die 1911 begründete „Dodge Main“ Fabrik wurde seit den 1980ern von GM erweitert für die Fertigung von BOC-Modellen (Buick, Oldsmobile, Cadillac), dabei wurde der Bereich der bisherigen „Poletown“ auf Gerichtsbeschluss enteignet. Seit den 2010er Jahren werden im Werk Elektroautos gebaut, zunächst der Hybrid Chevrolet Volt (2011–2019), der von 2012 bis 2015 auch in Europa als Opel Ampera angeboten wurde sowie in anderen Märkten als Holden und Vauxhall. Ab 2020 wurde auf vollelektrische Modelle umgestellt (Factory ZERO), seit 2021 wird der GMC Hummer EV gebaut, ab 2024 folgen Cadillac Escalade IQ und der Cruise Origin als Selbstfahrendes Kraftfahrzeug von Cruise LLC.

## Demografische Daten
Zum Zeitpunkt der Volkszählung im Jahr 2000 lebten 22.976 Menschen in 8033 Haushalten und 4851 Familien in der Stadt. Die Bevölkerungsdichte betrug 4208,7 pro km², es handelt sich damit um die am dichtesten besiedelte Stadt in Michigan. Es gab 8894 Wohneinheiten mit einer durchschnittlichen Dichte von 1629,2 pro km².
In den 8033 Haushalten, in denen in 33,3 % der Fälle Kinder unter 18 Jahren lebten, waren zu 37,3 % verheiratete und zusammenlebende Paare, 16,1 % hatten einen weiblichen Haushaltsvorstand ohne Ehemann und 39,6 % waren keine Familien. 32,2 % aller Haushalte waren Singlehaushalte und in 13,3 % lebten Menschen, die 65 Jahre oder älter waren. Die durchschnittliche Haushaltsgröße betrug 2,74 und die durchschnittliche Familiengröße lag bei 3,59.
27,8 % der Bevölkerung war unter 18 Jahre alt, 10,8 % 18 bis 24 Jahre, 31,9 % 25 bis 44 Jahre, 17,7 % 45 bis 64 Jahre, und 11,9 % waren 65 Jahre oder älter. Das Durchschnittsalter betrug 32 Jahre. Auf 100 weibliche Personen kamen 110,4 männliche Personen. Auf 100 Frauen im Alter von 18 Jahren, gab es 109,6 Männer.
Das jährliche Durchschnittseinkommen eines Haushalts in der Stadt betrug 26.616 USD, das Durchschnittseinkommen einer Familie 30.496 USD. Männer hatten ein Durchschnittseinkommen von 29.368 USD gegenüber 22.346 USD bei Frauen. Das Pro-Kopf-Einkommen der Stadt lag bei 12.691 USD. Über 24,1 % der Familien und 27,0 % der Bevölkerung lebten unterhalb der Armutsgrenze, davon 36,9 % derer unter 18 Jahren und 18,1 % der Altersgruppe 65 Jahre oder älter.
Beim Census 2020 hatte die Stadt 28.433 Einwohner, eine Steigerung von 26,8 % gegenüber dem Census 2010.

## Söhne und Töchter der Stadt
- Peaches Bartkowicz (* 1949), Tennisspielerin
- Lucien N. Nedzi (1925–2025), Politiker
- Mitch Ryder (* 1945), Rockmusiker
- Rudy Tomjanovich (* 1948), Basketballspieler
- Roger Zatkoff (1931–2021), American-Football-Spieler